# Setophaga graysoni
Setophaga graysoni, "socorromessångare", är en fågelart i familjen skogssångare inom ordningen tättingar. Den betraktas oftast som underart till tropikskogssångare (Setophaga pitiayumi), men urskiljs sedan 2016 som egen art av Birdlife International och IUCN.

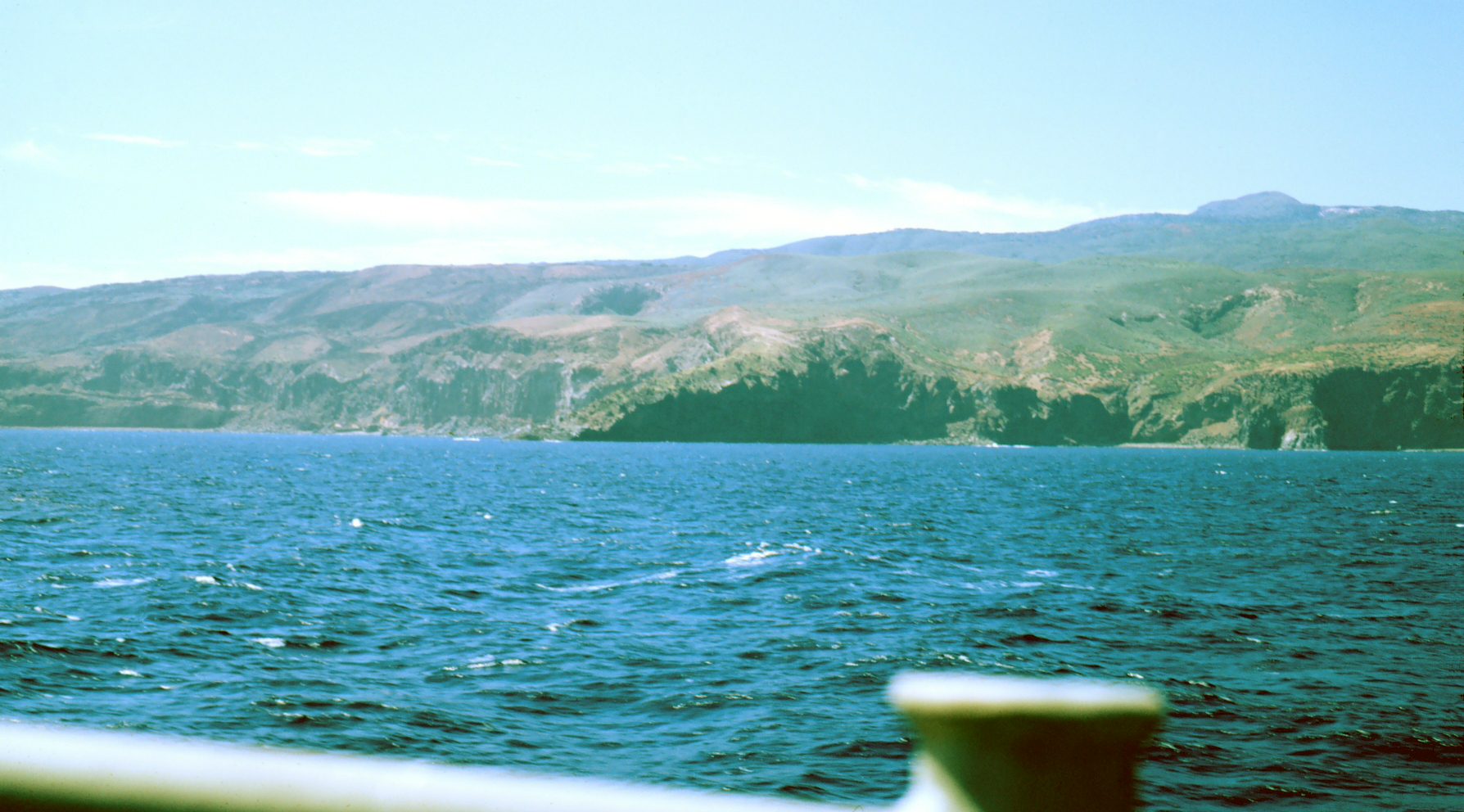
Socorroön där fågeln endast förekommer.

Taxonet förekommer enbart på Socorroön i ögruppen Revillagigedoöarna utanför södra Baja California i Mexiko. Den kategoriseras av IUCN som nära hotad.